# 枝川部屋
枝川部屋（えだがわへや）は、かつて存在した相撲部屋。

## 沿革
江戸時代から続く大坂相撲の年寄名跡の部屋である。
初代枝川藤兵衛の時代に大関鷹ノ海灘右エ門、関脇波戸ヶ崎岸右エ門、幕内八十嶋嘉六（後追手風部屋へ移籍）が育っている。その後、2代から6代も部屋経営を行っているが関取はでていない。6代藤ヶ嶽彦藏、7代十文字多吉の時代には後に関取となる綾瀬川三左エ門（雷部屋）近江冨士初太郎（出羽ノ海部屋）が在籍していたが、大成する前に師匠が死去している。
昭和14年（1939年）1月場所を最後に現役を引退し、9代目を襲名した二所ノ関部屋の元幕内海光山大五郎は、同年5月に独立して部屋を興したが関取は出ず昭和22年（1947年）6月限りで部屋を閉じた。